# メリッサーニ洞窟

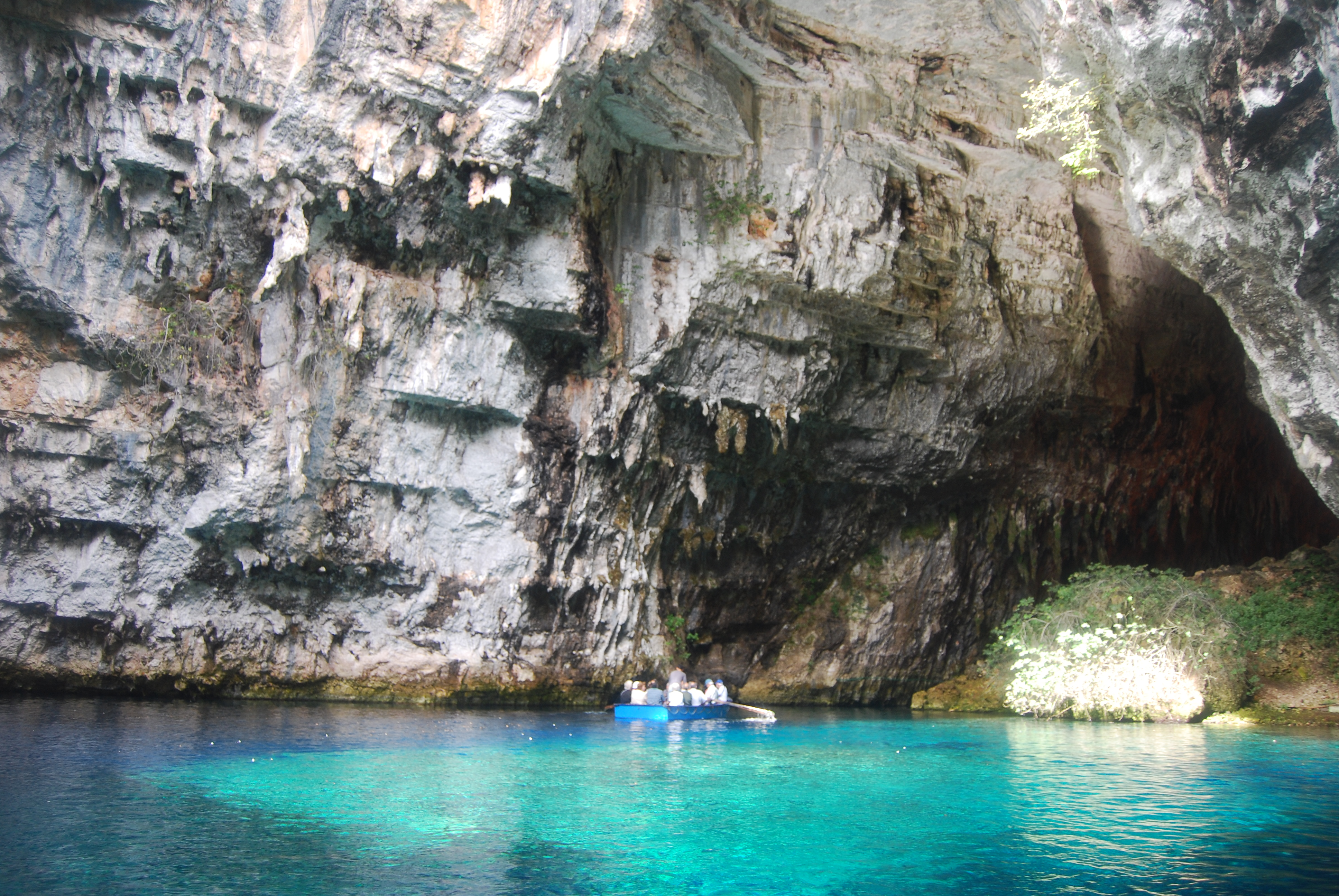
メリッサーニ洞窟

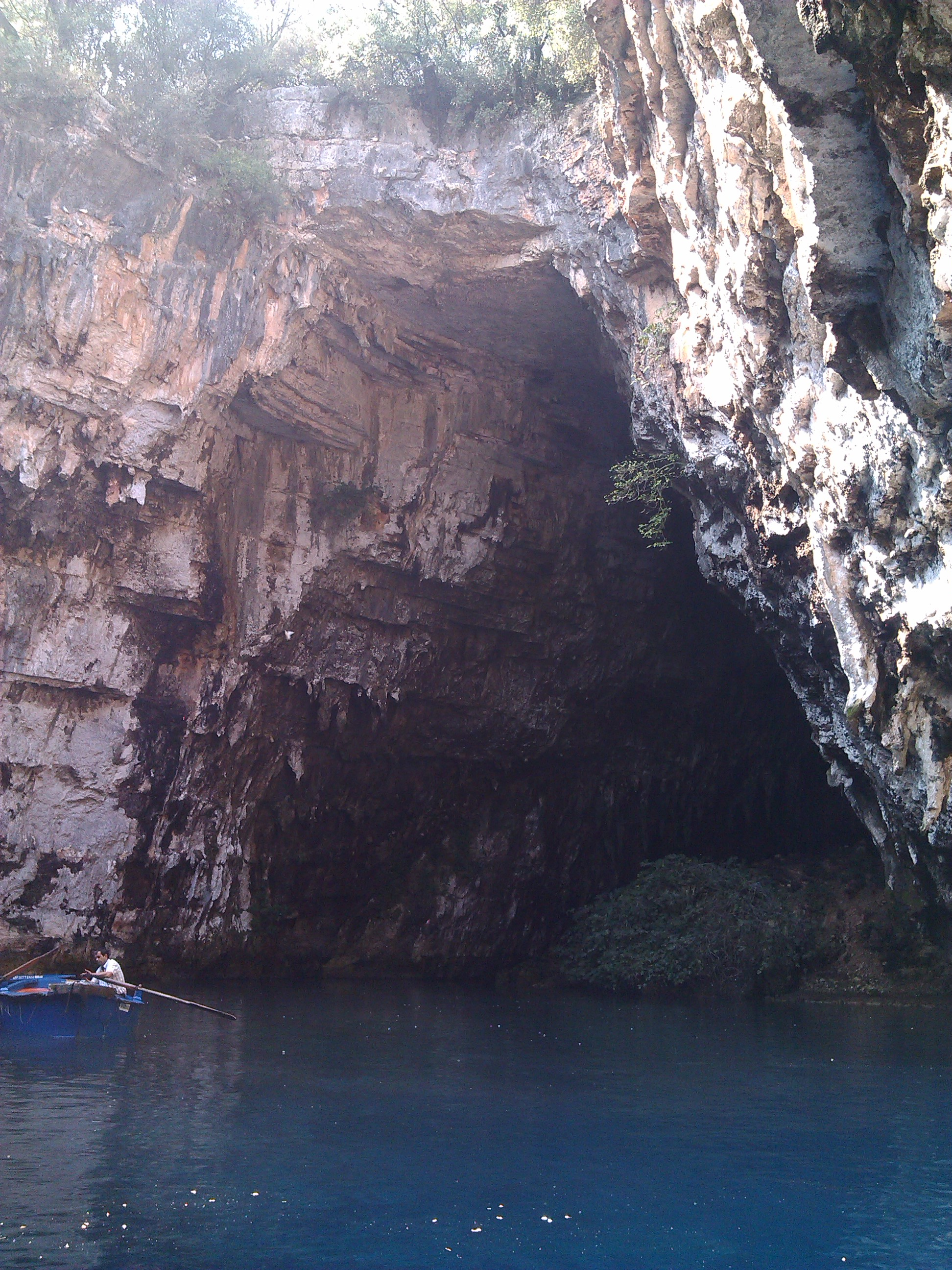
洞窟に覆われた部分

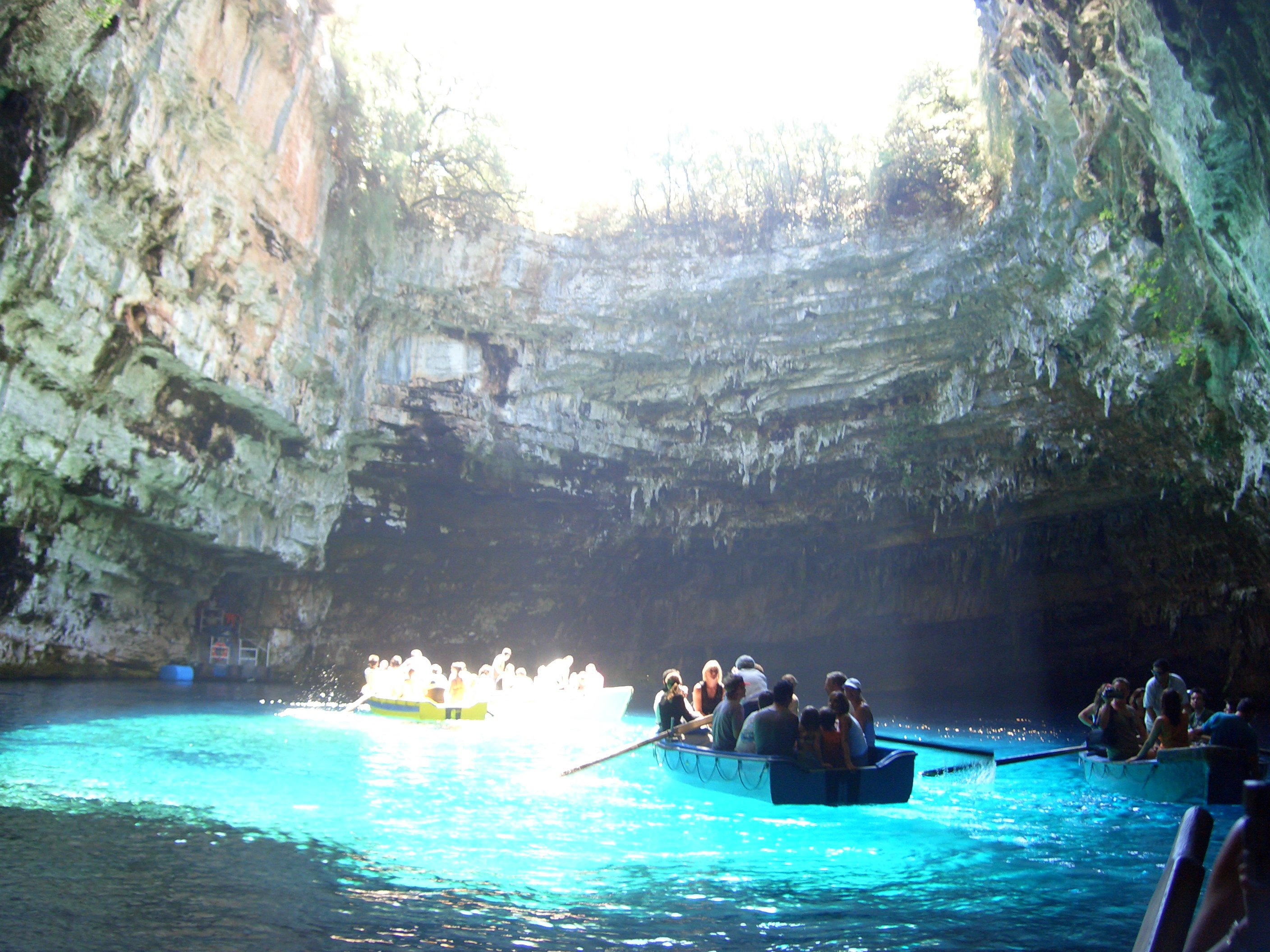
正午の太陽に照らされたメリッサーニ地底湖

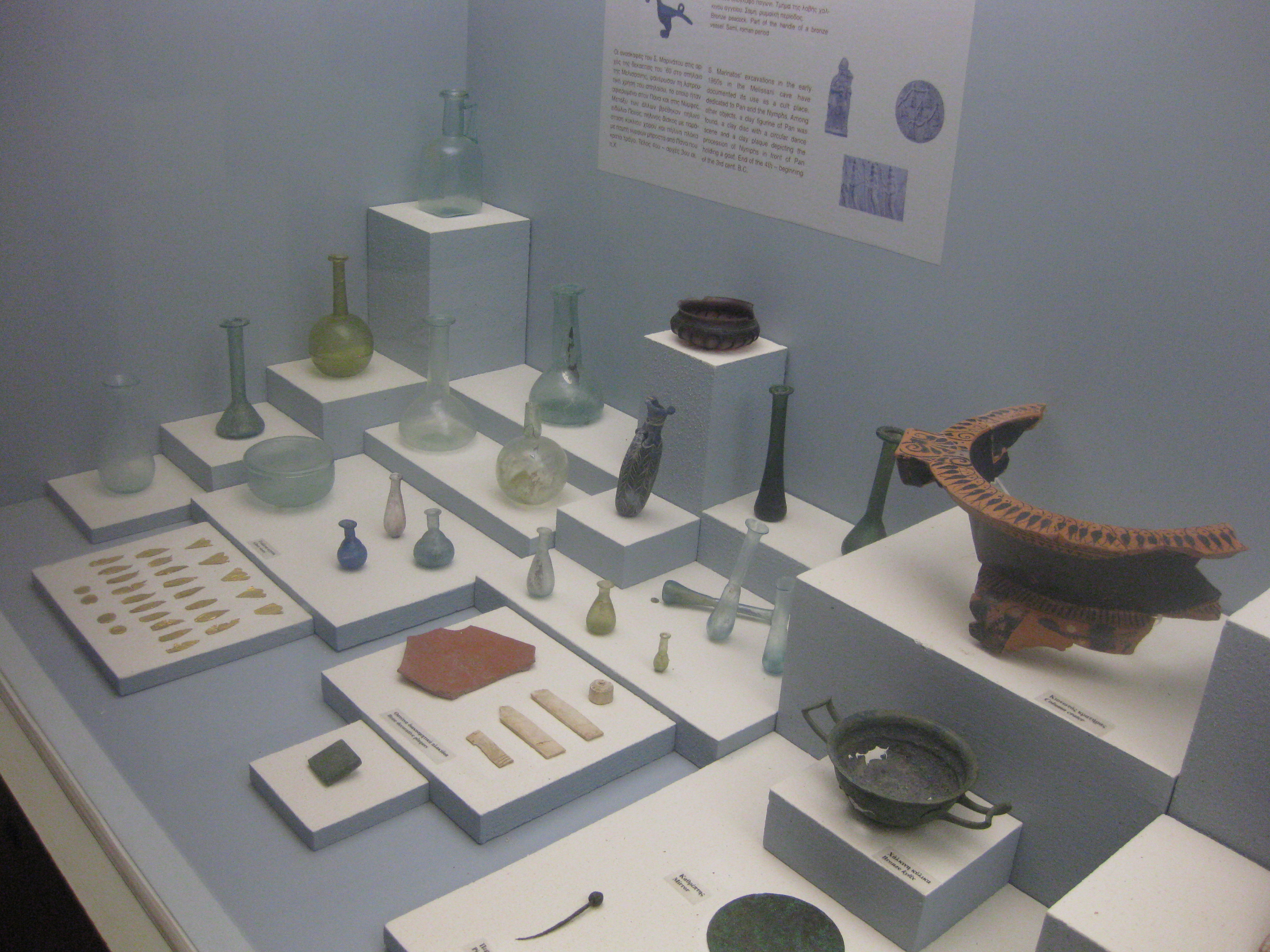
考古学者スピリドン・マリナトスの調査によって発見された出土品（アルゴストリ考古学博物館）

メリッサーニ洞窟（ギリシア語: Μελισσάνη）は、ギリシャ西部のケファロニア島にある洞窟で、メリッサーニ地底湖とも呼ばれる。ケファロニア島の東側、イタキ海峡に面するサミ地区付近の海岸から500メートルほど内陸に入った山のふもとに位置する。洞窟は森林に囲まれた中にあり、近くには観光用の駐車場が用意されている。

## 位置
- 緯度: 北緯 38.26 (38°15′25″)
- 経度: 東経 20.60 (20°37′25″)
- 標高: 海抜 1メートル（地下水面）
- アルゴストリから北東へ約15キロメートル
- ポロスから北西へ約16キロメートル

## 概要
アギアディナティ山の東にあり、森の木々に囲まれた湖が特徴的なメリッサーニ洞窟は、全体が岩石に囲まれ、湖の底も石で覆われている。洞窟の開口部に植生があり、開口部付近の石の色は、蜂蜜のような茶色となっている。ギリシア神話では、ニンフの住む洞窟と伝えられていたとされ、ジアニス・ペトロチェイロスによる1951年の再発見以降、観光地として整備された。

## 水文地質学
メリッサーニ洞窟は、メキシコのユカタン半島などで見られる陥没穴に地下水が溜まった「セノーテ」を形成する、沿岸炭酸塩帯水層におけるカルスト環境の典型的特徴がある。地上から地下水面まで降りることができ、そこからボートによる探索が可能で、巨大なカルスト経路が洞窟潜水によって調査されている。地下水は、内陸部からの淡水と内陸に侵入した海水が混ざりあう。周辺のサミ湾には、印象的な陥没穴の深さを備えた多くのセノーテがあり、各セノーテから流れる汽水は海岸沿いに流出し、海岸一帯で海底湧水により汽水域を形成する。メリッサーニ洞窟の地下水は、ファリディビーチに流出している。